# Thal (Ruhla)
Thal is een dorp in de Duitse gemeente Ruhla in het Wartburgkreis in Thüringen. Het dorp wordt voor het eerst genoemd in 1253. In  1994 ging Thal op in de gemeente Ruhla. 